# Odstop mrežnice
Odstop mrežnice (ablacija retine) je pojav, ko očesna mrežnica odstopi od retinalnega pigmentnega epitelija oziroma se odlušči od zadnje stene, pri tem pa se prekine dobava krvi in hranil vanjo. Mrežnica zato degenerira in izgubi svojo funkcijo, če tega stanja ne odpravimo in ostane v taki legi. V primeru, da odstopi del mrežnice v rumeni pegi, bo posledica tega izpad v centralnem vidu. Odstop mrežnice se nanaša na ločitev mrežnice od spodaj ležečega pigmentnega epitela, na katerega je v normalnih pogojih šibko pritrjena. V osnovi ločimo odstop mrežnice na:
- primarni odstop mrežnice, ki nastane zaradi primarne bolezni očesa, npr. ciste na steklovini, ki povzroči trakcijski odstop mrežnice, in
- sekundarni odstop mrežnice, ki nastane npr. zaradi subretinalne eksudacije, krvavitev, tumorjev ali parazitov.

Odstop mrežnice zaradi raztrganin je najbolj pogosta oblika – približno 7 % odraslih ljudi ima raztrganine na mrežnici. Pogostost tega pojava narašča s starostjo in ima vrh med 50. in 70. letom. To prikazuje pomen posteriornega odstopa vitreusa (ločitev steklovine od notranje plasti mrežnice, ki je tudi povezana s starostjo) kot možnega vzroka za odstop mrežnice. Letna incidenca je en odstop mrežnice na 10.000 prebivalcev (Nemčija). Poznana je družinska nagnjenost in povezanost z kratkovidnostjo. Vsaka raztrganina na mrežnici še ne vodi v odstop mrežnice. Do tega pride samo, kadar se utekočinjeni del steklovine loči in humor vitreus prodre med raztrganino v mrežnici. Do odstopa pride kadar adhezijske sile ne morejo več nasprotovati temu procesu.
Pojav odstopa mrežnice v očesu je povezan z razvojem očesa; primarni očesni mehur se med razvojem invertira v očesno čašo, tako da pride do invertirane mrežnice, ki je samo prislonjena na pigmentni sloj. 
Degenerativni procesi v steklovini in mrežnici povzročajo nastanek ablacije. Hemodinamični faktorji pretoka krvi so vzročno povezani s temi procesi. Vsako povišanje tlaka v finih vejah centralne mrežnične vene ob znižanju intraokularnega tlaka (pri sklanjanju glave, kašljanju, napenjanju, porodu ali kardiovaskularnih obolenjih) povzroča relativen venozni zastoj v postkapilarnih venulah na periferiji mrežnice. Venozni zastoj s transudacijo iz kapilarne mreže med notranjim in zunanjim zrnatim slojem povzroča cistoidne degeneracije mrežnice.
Cistični prostori vsebujejo tekočino, napolnjeno z beljakovinami in se širijo proti riokapilarnemu sloju žilnice, ki je zaradi tega vzdražen, pride do vnetja in resorbcije vsebine ciste. 
Destruktivno delovanje ciste lahko deluje v smeri steklovine in pride do destruktivnega delovanja na membrano steklovine in do medsebojne zrasti. Resorbtivna moč horiokapilarisa odvzema vodo iz steklovine in se zniža intraokularni tlak, kar neugodno vpliva na hemodinamske faktorje v veni centralis retinae s periferno stazo in vodi do trajnega padca intraokularnega tlaka. Periferne cistoidne degeneracije se večajo in vsak hitrejši gib očesa na tem mestu mrežnico strga.
Steklovina, ki pride v stik z žilnico, povzroči, da se prične transudacija in eksudacija, kasneje pa retrakcija steklovine, kar vodi do močne hipotonije in s tem do popolnega odstopa (razvodenela in retrahirana steklovina). 
Drugi dejavnik, ki je pomemben za nastanek ablacije, je refrakcija. Med bolniki z ablacijo mrežnice je 65 % kratkovidnih. Naslednji faktor je starost bolnikov med 35. in 55. letom (vzrok so degenerativne spremembe), drugi vrh pa je med 54. in 65. letom, ko je sklerotični proces kapilar v najmočnejšem razmahu. 
Kot nadaljnji dejavnik za razvoj odstopa mrežnice navajajo neposredno in posredno travmo, zlasti na očeh, ki imajo opisane degenerativne spremembe mrežnice. Vzrok za to je lahko že nagla kretnja oči (Bellov fenomen), napenjanje, hud kašelj, skakanje v vodo z glavo naprej, udarec z žogo …).

## Zdravljenje
- koagulacija z argonskim laserjem
- retinalna tamponada z elastičnim silikonskim tamponom (tega zašijemo na zunanjo stran beločnice, tako da dosežemo pritisk od zunaj na mesto raztrganine, to zagozdi steno zrkla na retinalno raztrganino in vzpostavi ponovni kontakt med raztrganim delom mrežnice in retinalnim pigmentnim epitelijem)
- krioterapija (umetno narejena brazgotina, ki preprečuje ponovne odstope)
- vitrektomija (odstranimo steklovino in jo nadomestimo z Ringerjevo raztopino, plinom ali silikonskim oljem - vsa ta sredstva povzročajo tamponado očesa in tesnenje mrešnice na zadnjo steno zrkla)